# 386BSD
386BSD (auch JOLIX) ist ein freies Unix-Betriebssystem von Bill und Lynne Jolitz und war das erste freie System aus der BSD-Familie. Darüber hinaus war 386BSD die Grundlage für FreeBSD, OpenBSD und NetBSD.

## Geschichte
Die Anfänge von 386BSD gehen zurück bis 1989 als eine Portierung von 4.3BSD bzw. 4.3BSD NET/2 auf den Intel 386er. Es hatte einige Erweiterungen, die es in den Augen der Autoren ermöglichten, es ohne AT&T UNIX-Source-Lizenz zu verwenden, und war damit das erste freie BSD-System. Im Jahr 1991 arbeitete Bill Jolitz für die Berkeley Software Design, Inc. (BSDi), welche ebenfalls 4.3BSD Net/2 auf x86 portierte. Hieraus entstand zwischen 1991 und 1992 das Betriebssystem BSD/386, der Vorgänger von BSD/OS. Dieses hatte aber mit 386BSD nur wenig Gemeinsamkeiten, da Jolitz seine Arbeit für BSDi vernichtete, bevor er die Gruppe verließ.
Die ersten offiziellen Versionen 386BSD 0.0 und 386BSD 0.1 wurden im März und Juli 1992 veröffentlicht. Obgleich sich das System großer Beliebtheit erfreute, war es zu diesem Zeitpunkt jedoch nur eingeschränkt brauchbar. Daher entwickelte sich eine Patch-Sammlung (ein sogenanntes Patchkit), die Fehler beseitigte und das System erweiterte. Die letzte Version des Patchkits war Version 0.2.4 vom Juni 1993. Zwischen den Versionen 0.0 und 0.1 wurden die Patches noch in das System aufgenommen. Da aber nach der Version 0.1 die Patches nur sehr langsam bzw. gar nicht mehr in neue Versionen von 386BSD einflossen, entstanden 1993 aus 386BSD schließlich FreeBSD und NetBSD.
Im Zuge des Urheberrechtsstreits zwischen BSDi und Novell wurden im gleichen Jahr auch Teile von 386BSD als belastet eingestuft. Im Gegensatz zu FreeBSD und NetBSD wurde es allerdings nie auf 4.4BSD-lite umgestellt und die 386BSD-Distributionen vorsichtshalber von den FTP-Servern entfernt.
Die fertige Version 386BSD 1.0 wurde im November 1994 als 386BSD Reference CD-ROM von Dr. Dobb’s Journal veröffentlicht, jedoch nie als Download-Version angeboten. Zu diesem Zeitpunkt existierten aber bereits weiterentwickelte Versionen von NetBSD und FreeBSD, so dass das Interesse an 386BSD zurückging. Ebenfalls von Dr. Dobb’s Journal wurde schließlich 1995 noch ein Update auf die letzte öffentliche Version 386BSD 2.0 in Form einer Update-Diskette herausgegeben.

## Versionen
- März 1992: 386BSD 0.0
- Juli 1992: 386BSD 0.1
- Juni 1993: 386BSD 0.2.4
- November 1994: 386BSD 1.0 – 386BSD Reference CD-ROM
- 1995: 386BSD 2.0